# Julia Buchner
Julia Buchner (geboren um 1992) ist eine österreichische Schlagersängerin aus Niedernsill bei Zell am See.

## Leben
Julia Buchner besuchte im Anschluss an die Volksschule Niedernsill die Musikhauptschule in Zell am See und danach das Musikgymnasium in Bad Hofgastein und erlernte die Instrumente Blockflöte, Gitarre, Saxophon und Klavier. Hauptberuflich ist sie als Kindergartenpädagogin tätig.
2014 nahm sie an der Castingshow Herz von Österreich des Privatsenders Puls 4 teil, wo sie den vierten Platz erreichte.
Mit ihrer Coverversion von Stumme Signale von Claudia Jung hielt sie Einzug in die österreichischen Singlecharts. Ihr Debütalbum Sternentanz erschien im Juli 2015 und kam ebenfalls in die Charts.
Im Juli 2015 und im Juli 2018 war sie im ORF in der Starnacht am Wörthersee zu sehen. Im August 2016 trat sie in der von Stefan Mross moderierten Sendung Immer wieder sonntags im SWR auf. Im Dezember 2018 trat sie im ORF in der Starweihnacht mit Alfons Haider auf. Im Juni 2019 stand sie beim Donauinselfest auf der Bühne und im August 2019 beim Musikfestival Kitzbühel. Anfang 2020 war sie mit Mein Herz schlägt Applaus beim Winter Open Air von Wenn die Musi spielt vertreten. Im September 2020 war sie mit Ohne dich bei Stars in der Wachau mit Barbara Schöneberger und Alfons Haider zu Gast.

## Diskografie
Alben
- Sternentanz (2015)

Singles
- Spieglein (2013)
- Stumme Signale (2014)
- Mitten im Feuer (2014)
- Boom Boom (2015)
- Für immer und jetzt (2017)
- Weihnachtstraum (2017)
- Ohne Dich (2018)
- Grenzenlos (2018)
- Spring ins Feuer (2019)
- Jolie (2019)
- Schwarzer Sand von Santa Cruz (2020)
- Mein Herz schlägt Applaus (2020)
- Der Ewigkeit einen Schritt voraus (2020)
- Unser Sommer (2022)[15]
- Revolution meiner Liebe (2022)[16]